# Campo (bioma)

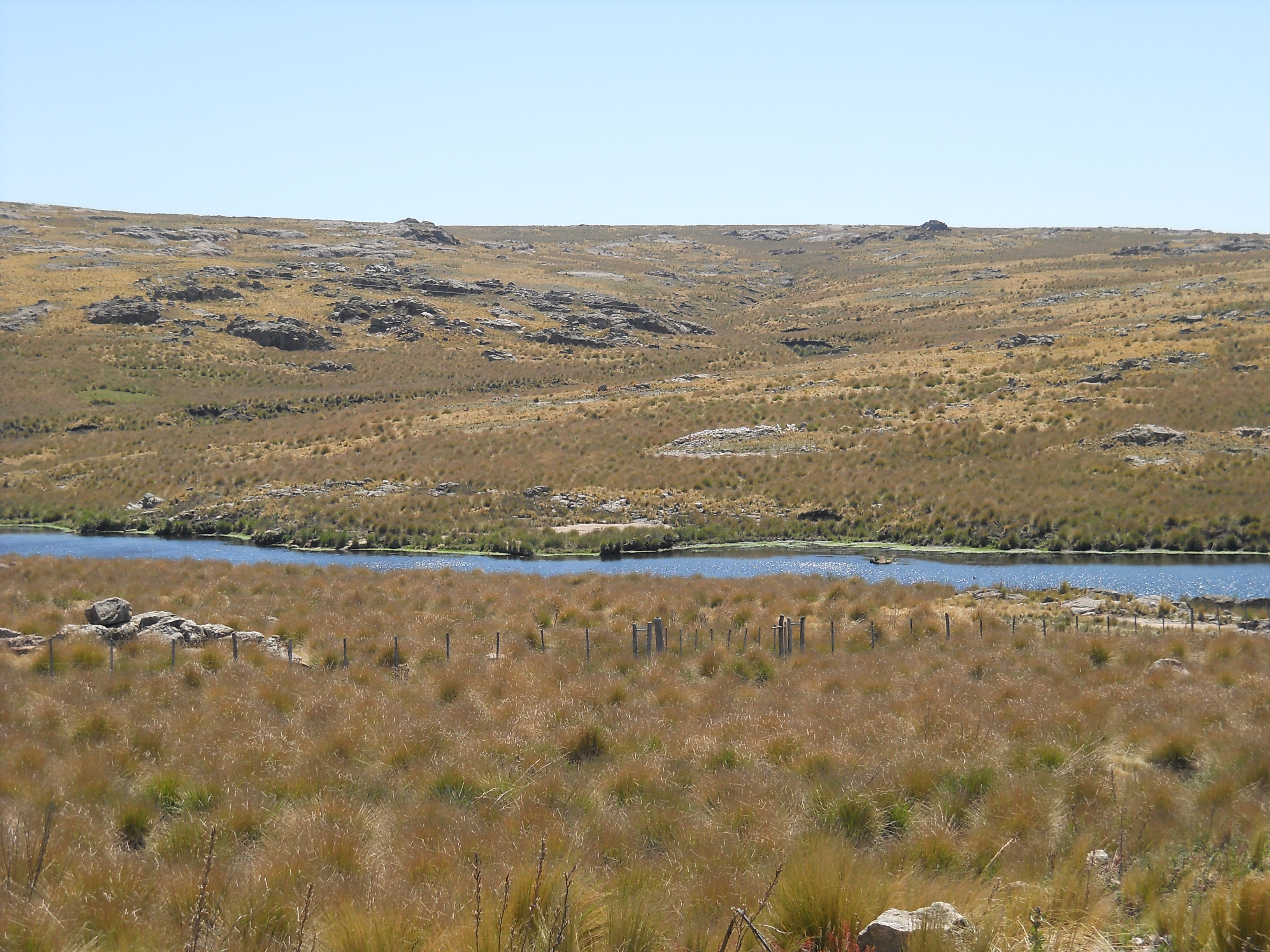
Achala, Argentina.

Campo ou prado é um tipo de bioma ou vegetação terrestre caracterizado pela predominância da vegetação graminoide, normalmente constituída de gramíneas, ciperácias e juncos, com diferentes graus de ocorrência de arbustos e árvores.

## Conceito
Na terminologia adotada pelo IBGE, campo paisagístico designa uma área ou região cujo bioma é caracterizado pela vegetação rasteira e arbustiva constituída principalmente por gramíneas e arbustos esparsos, com pequenas árvores de maior porte reunidas em capões e nas matas de galeria das margens dos rios e lagos.[carece de fontes?]
O termo é aplicado tanto aos pampas que ocorrem desde o Rio Grande do Sul para o sul e oeste em terras do Uruguai e Argentina, quanto aos cerrados que eram designados como savanas que ocorrem no centro-oeste do Brasil.[carece de fontes?]

### Uso técnico
O uso técnico do termo campo e outros correlatos, como campina, estepe, prado, pradaria, savana, etc., varia bastante.
Martius (1824) usou o termo campos num sentido bastante amplo, em oposição a florestas. Ele descreveu vários tipos de campos no Brasil (ver Biogeografia do Brasil), incluindo algumas savanas, assim como Schimper (1898), embora hoje muitos autores prefiram separar campos e savanas.
Lindmann (1906) citou a distinção feita no Brasil Tropical entre campos limpos ou sujos segundo a quantidade de arbustos lenhosos raquíticos que continham (ver Pampas).
No esquema de classificação da vegetação do IBGE (2012), a expressão "vegetação campestre" é usada num sentido amplo, inclusive englobando tipos de vegetação como savana e estepe. Entretanto, as vegetações tipicamente chamadas de campos por outros autores são correspondentes, neste esquema, às várias formações de nome terminado em "gramíneo-lenhosa", presentes em campinarana, savana, savana-estépica e estepe.
No sistema do IBGE (2012), os Pampas são caracterizados como um tipo de estepe. Entretanto, outros autores preferem caracterizá-los com o termo tradicional "campos".

## Tipos

### Schimper (1898)
Tipos de campos (grasslands), segundo Schimper (1898, 1903):
- Prado (meadow, hygrophilous or tropophilous grassland)
- Estepe (steppe, xerophilous grassland)
- Savana (savannah, xerophilous grassland containing isolated trees)

### Sampaio (1938)
Sampaio (1938) afirma que os campos naturais, "sejam quais forem os nomes regionais que tenham (campos, campinas, savanas, lanos, pampas, estepes, tundras, etc.)", podem ser enquadrados em dois tipos:
- Campos arborizados ou savanas (ex., campos cerrados, cerrados ou campos cobertos)
- Campos sem árvores ou campinas (ex., campos limpos)

Além destes, o autor cita as falsas campinas (campinaranas) e os campos artificiais ou antropocórios (pastos ou pastagens). 

### Ellenberg e Mueller-Dombois (1967)
Segundo Ellenberg e Mueller-Dombois (1967):
- Classe de formação V. Comunidades herbáceas terrestres
  - A. Savanas e campos relacionados
  - B. Estepes e campos relacionados (ex., pradarias da América do Norte)
  - C. Prados, pastos e campos relacionados
  - D. Pântanos de ciperácias (graminoides hemicriptófitos ou geófitos) e Quellfluren
  - E. Pântanos salinos herbáceos ou semi-lenhosos
  - F. Vegetação de tanchagens (herbáceas não-graminoides)

### Laycock (1979)
Tipos de campos (grasslands), segundo Laycock (1979):
- (1) pradarias (verdadeiras) de grama-alta (tallgrass (true) prairie);
- (2) pradarias de grama-curta (shortgrass prairie);
- (3) pradaria mista (mixed-grass prairie);
- (4) estepe arbustiva (shrub steppe);
- (5) campo anual (annual grassland);
- (6) campo (árido) deserto (desert (arid) grassland);
- (7) campo de alta montanha (high mountais grassland).

### IBGE (2012)
Segundo a classificação da vegetação brasileira do IBGE (2012, p. 134), as subcategorias da classe de formação campestre são:
- Subgrupo de formação: campinarana (= caatinga da Amazônia, caatinga-igapó, campina da Amazônia)
- Subgrupo de formação: savana (= cerrado)
- Subgrupo de formação: savana-estépica (= savanas secas e/ou úmidas)
- Subgrupo de formação: estepe (= campos do sul do Brasil)

Entretanto, notar que, dentro de cada subgrupo listado acima pelo IBGE, existem as formações Florestada, Arborizada, Arbustiva, Parque, Gramíneo-Lenhosa. Dessas, no sentido usual do termo campo, enquadra-se apenas a formação Gramíneo-Lenhosa – as outras costumam ser conceituadas por outros autores como florestas ou savanas.

## Ecologia
Dada essa amplitude de significados o vocábulo não tem sido utilizado para descrever biomas que tipicamente eram chamados da campos, preferindo a maioria dos autores empregar o termo para designar um grupo ou coleção de biomas (biócoro) que possuem as mesmas características básicas, embora a clara diversidade entre si.

## Manejo
O tipo de manejo utilizado nos campos também pode levar à perda/degradação dos mesmos. Muitos campos e outros ecossistemas abertos dependem de distúrbios como fogo, queimadas controladas e/ou pastoreio para persistir, embora este assunto ainda seja controverso. Um estudo nos Campos Subtropicais de Altitude do Brasil descobriu que campos sem manejo tradicional —o qual utiliza fogo a cada dois anos e pastoreio extensivo—podem desaparecer em 30 anos. Este estudo mostrou que campos dentro de áreas protegidas, nas quais não é permitido o fogo e o pastoreio é proibido, foram rapidamente substituídos por arbustais (avanço de arbustos).

## No Brasil
No Brasil, os campos ocorrem de maneira descontínua no norte e no sul, a partir de seus extremos.
No norte os campos ocorrem nas terras altas de Roraima  onde o clima tropical é atenuado pela altitude e também sob a forma de hilea ou campos inundáveis na ilha do Bananal e ilha de Marajó esta última na foz do Rio Amazonas no Pará, ou da Baixada Maranhense, que ficam submersas nas águas fluviais em boa parte do ano.
No sul, onde ocorre clima subtropical com verões quentes mas inverno frios, os campos se abrem a partir do Rio Grande do Sul onde são designados como Pampas, e seguem para o norte até o centro do Paraná onde são designados como Campos Gerais e se estendem para o sul e oeste para além das fronteiras com o Uruguai e Argentina respectivamente, numa extensão de cerca de 170 mil km².

### Fauna
Embora povoado por cerca de 102 espécies de mamíferos, 476 de aves e 50 de peixes o campo é frequentemente definido como um bioma pobre em diversidade biológica. Entre outros animais os campos abrigam a onça-pintada, capivara, veado, lontra, cateto, lobo guará,  tamanduá, jaguatirica, gato-palheiro, gato-maracajá e aves como a ema, marrecos, arara-azul.

### Flora
As espécies de gramíneas dos campos do Brasil podem ser categorizadas como "megatérmicas" (de campos tropicais e subtropicais) e "mesotérmicas" (de campos temperados, além de alguns campos de altitude). 
Segundo Rizzini (1997) os principais gêneros da "flora campestre brasileira", separados por regiões, incluindo alguns pequenos arbustos, subarbustos e algumas ervas, são:
- 1. Gêneros austrais (campos sulinos): Trifolium, Nierembergia, Melasma, Sommerfeltia, Jungia, Menodora, Discaria, Desmanthus, Adesmia, Grabowskia, Vittadina, Proteopsis, Colletia, Crantzia
- 2. Gêneros austro-centrais (campos do sul e do centro): Lupinus, Zornia, Poiretia, Arachis, Collaea, Macrosiphonia, Vicia, Galactia, Camarea, Rhodocalyx, Hexachlamys, Glechon, Isostigma
- 3. Gêneros somente centrais: Harpalyce, Periandra, Marcetia, Chaetostoma, Diplusodon, Wunderlichia, Haplostephium, Planaltoa, Tristachya, Cambessedesia, Microlicia, Lavradia, Klotzschia, Escobedia, Brasília, Lychnophora, Dejanira, Marupa, Soaresia, Arrojadoa, Acanthococos, Spiranthera
- 4. Gêneros comuns no Brasil exceto no sul (Brasil Central, Amazônia e serras litorâneas): Parinari, Copaifera, Anona, Davilla, Couepia, Trembleya, Qualea, Simaba, Erythroxylum, Kielmeyera, Didymopanax, Alibertia, Norantea, Lavoisiera, Vochysia, Helicteres, Andira, Banisteria, Pisonia, Salada, Gaylussacia, Stryphnodendron, Barbacenia, Bulbostylis, Hevea, Cabralea, Sabicea, Gaultheria, Palicourea, Coccoloba, Vellozia, Attalea, Anacardium
- 5. Gêneros comuns no Brasil todo: Crotalaria, Indigofera, Clitoria, Camptosema, Mimosa, Calliandra, Polygala, Turnera, Hybanthus, Waltheria, Sida, Abutilon, Oxalis, Mascagnia, Hypericum, Croton, Sapium, Maytenus, Ilex, Eryngium, Ruellia, Verbena, Lippia, Lantana, Jacaranda, Cordia, Peltodon, Hyptis, Eriope, Gesnera, Leucothoe, Calea, Diodia, Xyris, Paepalanthus, Trichocline, Rauvolfia, Mandevilla, Aristolochia, Syagrus, Dioscorea, Cissampelos, Sisyrhinchium, Sporobolus, Arundinaria, Gomphrena, Butia, Hippeastrum, Chrysophyllum

### Solo
Frequentemente descrito por seu solo frágil com tendência à desertificação, quase que a totalidade da área original dos Campos Gerais do Paraná e maior parte dos Pampas já foi muito transformada em área de agricultura intensiva de soja e trigo. Com resultado de um desastre histórico de desmatamento e queimadas, a agricultura mecanizada e química acabou produzindo erosão e lixiviamento do solo a níveis de desertificação em algumas áreas no sudoeste e do oeste no Rio Grande do Sul.
Nas intercessões dos relevos ondulados com planaltos e bordas dos grandes vales e rios que corta, os campos tendem a ter maior riqueza e diversidade vegetal com a presença a de maior porte como o pinheiro do Paraná, a Imbuia, cabreúva, canafístula, açoita-cavalo, grápia, a [caroba], o [angico-vermelho] e o [cedrote], o que por vezes prejudica a sua principal característica é a presença de grandes espaços abertos com predominância de gramíneas rasteiras.
Isto ocorre tipicamente no Paraná nas intercessões da Mata dos Pinhais e Serra do Mar e nos campos de altitude como os da Serra da Mantiqueira, também descritos como “campos de cima”.
A proximidade do litoral acarreta também peculiaridades com nos casos dos campos da ilha de Marajó no Pará e do Banhado do Taim no Rio Grande do Sul